# عدد کامل (فیلم)
«عدد کامل» (انگلیسی: Perfect Number (film)) یک فیلم است که در سال ۲۰۱۲ منتشر شد.